# 10+2
10+2 (Originaltitel: 10+2: El gran secreto) ist eine spanische Zeichentrickserie in Katalanischer Sprache, die zwischen 1994 und 2004 produziert wurde.

## Handlung
Mitten im Zahlenland steht eine alte Dorfschule, in der Professor Cosinus unterrichtet. Er ist immer sehr viel beschäftigt und ist dankbar, dass ihm der liebenswerte Mäuserich 10+2 bei seiner Arbeit hilft. Trotz aller Arbeitsbereitschaft ist 10+2 aber auch sehr tollpatschig und verursacht öfters mal ein großes Durcheinander. Gemeinsam mit der Nichte des Professors soll er außerdem bei ihm in Mathematik unterrichtet werden. Milenia interessiert sich jedoch mehr für Geschichten von Piraten und steckt die anderen in der Klasse damit an.

## Produktion und Veröffentlichung
Die Serie wurde zwischen 1994 und 2004 von Accio und Infinit Animacions unter der Regie von Joan Espinach und Miquel Pujol und nach dem Drehbuch von Miquel Pujol in Spanien produziert. Dabei sind 52 Folgen entstanden. Zudem wurde ein Weihnachtsspecial mit dem Titel Weihnachten für 10+2 sowie ein weiteres, nicht übersetztes Special namens Cartes i pirates produziert.
Die deutsche Erstausstrahlung fand am 27. September 2005 auf KI.KA statt. Zudem wurde die Serie auf DVD und Blu-ray Disc veröffentlicht.

## Episodenliste
| Folge     | Deutscher Titel                    | Deutsche Erstausstrahlung | Katalanischer Titel        |
| --------- | ---------------------------------- | ------------------------- | -------------------------- |
| 1         | Der Bücherturm                     | 27.09.2005                | Anem a l'escola            |
| 2         | Das große Schulfoto                | 28.09.2005                | L'U fa tard                |
| 3         | Die Seifenblasenflöte              | 29.09.2005                | El Dos i les bombolles     |
| 4         | Die drei Bären                     | 30.09.2005                | El Tres rondinaire         |
| 5         | Der platte Globus                  | 03.10.2005                | El quatre mandrós          |
| 6         | Regenschirm und Gummistiefel       | 04.10.2005                | El Cinc i la pluja         |
| 7         | Das Zahlen-Picknick                | 05.10.2005                | El Zero trapella           |
| 8         | Ein Geschenk für Professor Cosinus | 06.10.2005                | El Sis i el regal          |
| 9         | Das verregnete Sportfest           | 07.10.2005                | El Set i els esports       |
| 10        | Zu viel heiße Schokolade           | 10.10.2005                | El Vuit golafre            |
| 11        | Die kaputte Kuckucksuhr            | 11.10.2005                | El Nou i el rellotge       |
| 12        | Der Wandertag                      | 12.10.2005                | Acampada                   |
| 13        | Ein feuriges Sommerfest            | 13.10.2005                | Fi de curs                 |
| 14        | Ein Brief für den Professor        | 14.10.2005                | La visita inesperada       |
| 15        | Eine aufregende Nacht              | 17.10.2005                | Una nit moguda             |
| 16        | Die Fahrt zum Bahnhof              | 18.10.2005                | El tren de les deu i dos   |
| 17        | Überraschung am Bahnhof            | 19.10.2005                | Misteri a l'estació        |
| 18        | Milenia ist da                     | 20.10.2005                | Els problemes d'Aristòtil  |
| 19        | Die geheime Tür                    | 21.10.2005                | El secret de l'Infinit     |
| 20        | Milenias Piratennest               | 21.10.2005                | Mil·lèsima                 |
| 21        | Die Jagd nach dem Brief            | 25.10.2005                | La carta dels conflictes   |
| 22        | Der Unfall                         | 25.10.2005                | Accident                   |
| 23        | Milenia will sich bessern          | 27.10.2005                | La incorregible Mil·lèsima |
| 24        | Die Felsenkopfinsel                | 27.10.2005                | Una història de pirates    |
| 25        | Die schwarzen Ameisen              | 27.10.2005                | La història continua       |
| 26        | Das Geheimnis von 10+2             | 27.10.2005                | El fi i el principi        |
| 27        | Die neue Lehrerin                  | 02.11.2005                | Zenòbia                    |
| 28        | Ärger mit Fräulein Rotstift        | 03.11.2005                | El primer dia              |
| 29        | Das große Geheimnis                | 04.11.2005                | El gran secret             |
| 30        | Das Ende der Zahlenlandschule      | 07.11.2005                | El comiat                  |
| 31        | Das Zauberbuch                     | 08.11.2005                | Al final del dia           |
| 32        | Die hungrige Termite               | 09.11.2005                | El corc                    |
| 33        | Kuckulines Abenteuer im Wald       | 10.11.2005                | El Cuco aventurer          |
| 34        | 10+2 auf Fotosafari                | 11.11.2005                | Classe de ciències         |
| 35        | n. a.                              | –                         | El Cuco enamorat           |
| 36        | Der hungrige Vogel                 | 14.11.2005                | L'ocell golafre            |
| 37        | Das Flugzeug von Neun              | 15.11.2005                | L'avió del Nou             |
| 38        | Die große Drachenjagd              | 16.11.2005                | L'estel                    |
| 39        | Acht hat zu großen Appetit         | 17.11.2005                | Gimnàstica per a tothom    |
| 40        | Die falsche Medizin                | 18.11.2005                | Cap de roca                |
| 41        | Der Zauberhut                      | 21.11.2005                | Simplement màgia           |
| 42        | Der reiselustige Wecker            | 22.11.2005                | El despertador             |
| 43        | Ein baufälliges Haus               | 23.11.2005                | Les angúnies d'una casa    |
| 44        | Ein Picknick für Professor Cosinus | 24.11.2005                | Un pícnic accidentat       |
| 45        | Milenias Zaubervorstellung         | 25.11.2005                | Trucs de màgia             |
| 46        | Ein Ausflug ans Meer               | 28.11.2005                | Treball en equip           |
| 47        | Mit vereinten Kräften              | 29.11.2005                | Treball en equip           |
| 48        | Null im Zahlenhimmel               | 30.11.2005                | Zero en matemàtique        |
| 49        | Spaß am Sport                      | 01.12.2005                | Unes vambes d'altura       |
| 50        | Der Herbst ist da                  | 02.12.2005                | Un treball màgic           |
| 51        | Nachtgespenster                    | 05.12.2005                | Nit de disfresses          |
| 52        | Winter im Zahlenland               | 06.12.2005                | Ninots de neu              |
| Special 1 | Weihnachten für 10+2               | 26.12.2004                | La nit màgica              |
| Special 1 | n. a.                              | –                         | Cartes i pirates           |

## Synchronisation
| Rolle             | deutsche Stimme    |
| ----------------- | ------------------ |
| 10+2              | Moritz Günther     |
| Milenia           | Lara Wurmer        |
| Professor Cosinus | Karl-Heinz Krolzyk |
| Herr Flu          | Horst Sachtleben   |
| Null              | Angela Wiederhut   |
| Eins              | M. Jung            |
| Zwei              | Michael Degen      |
| Drei              | Sonja Reichelt     |
| Vier              | Ulrike Jenni       |
| Fünf              | Barbara Schiller   |
| Sechs             | Sabine Bohlmann    |
| Sieben            | Julia Haacke       |
| Acht              | Claudia Lössl      |
| Neun              | Maren Rainer       |